# ニューヨーク 冬物語
『ニューヨーク 冬物語』（ニューヨーク ふゆものがたり、Winter's Tale）は、2014年のアメリカ合衆国のファンタジー映画。2001年の映画『ビューティフル・マインド』でアカデミー脚色賞を受賞した脚本家で映画プロデューサーのアキヴァ・ゴールズマンの監督デビュー作である。出演はコリン・ファレルとジェシカ・ブラウン・フィンドレイなど。原作はマーク・ヘルプリンの1983年の小説『ウィンターズ・テイル』。ニューヨークを舞台に、1人の男の100年の時を超えた愛を描く。

## ストーリー
1895年、とある移民夫婦が、入国審査で結核にかかっていたことがわかり、ニューヨークへの入国を拒否される。夫婦は幼児を模型の船に載せて海に流し、幼児は岸に流れ着く。
1916年、幼児はギャングの親玉パーリー・ソームズに身をやつす悪魔に育てられ、盗賊ピーター・レイクと名乗っていた。ギャングを抜けようとしたピーターは殺されそうになるが、守護天使である白馬に救われる。ピーターは大きな屋敷に盗みに入り、結核で死期の近い赤毛の令嬢ベバリー・ペンに出会う。ピーターは盗みをあきらめ、ベバリーにお茶に誘われる。2人は互いのことを語り合い、恋に落ちる。
ベバリーを救うことはピーターの運命であると信じ、邪魔するためにパーリーは屋敷に向かう。白馬に乗ったピーターはベバリーを救い出し彼女が望むままに湖に連れていく。掟によってパーリーらは境界を超えて追いかけることが出来ないため、2人は逃げ切ることに成功する。ピーターは夏屋敷に滞在するベバリーの家族と親しくなる。ベバリーはピーターと散歩し、誰の中にも奇跡があり、死んだ後には星になるのだと言う。
一方パーリーは境界を超える許可をルシファーに求めるが却下され、代わりにルシファーの元天使の力を借りる。舞踏会でベバリーは毒の入った酒を飲まされる。その夜、2人は愛を交わすが、毒のためにベバリーは死に、ピーターは奇跡を起こしてベバリーを甦らせることが出来ず悲しみに暮れた。
葬儀の後、ピーターと白馬はニューヨーク市内に戻るが、橋でパーリーらに襲われる。ピーターは白馬を逃がし、パーリーに激しく殴られたのち川に突き落とされてしまう。パーリーらが去った後、満身創痍のピーターは岸にたどり着くが、殴られたことによって記憶を失っていた。その後彼は100年間市内を彷徨い、自分の名前すらもわからぬまま、赤毛の娘の絵を道路に描き続けた。
2014年、年を取らないピーターは少女アビーにぶつかり、その母バージニアに出会う。ピーターはベバリーの父が建てたという図書館に行き、バージニアに昔の写真を見せられて記憶を一部取り戻す。ピーターは、現在はバージニアの新聞社の社主であるベバリーの妹ウィラとの再会を果たす。ピーターは自分の救うべき赤毛の娘がベバリーではなく、末期ガンに侵されたアビーであることに気づく。
ピーターが生きていることを知ったパーリーは激怒し、ピーターを破滅させるために不死性を放棄する。パーリーはバージニアのアパートを襲うが、ピーター、バージニア、アビーは翼の生えた白馬と共に逃げ出す。一行は屋敷のある湖に来るが、今や不死性を失い掟に縛られないパーリーは手下と共に境界を超えて追いかける。しかし白馬が氷を割って手下を湖に沈め、ピーターはパーリーと格闘したのちパーリーは死に、雪に変わる。そしてピーターはアビーの命を救う奇跡を起こす。
ピーターは最後にベバリーの墓を訪ね、白馬に乗って星になる。

## キャスト
※括弧内は日本語吹替
- ピーター・レイク: コリン・ファレル（阪口周平） - 孤児の盗賊。
- ベバリー・ペン: ジェシカ・ブラウン・フィンドレイ（早見沙織） - 100年前の令嬢。
- バージニア・ゲームリー: ジェニファー・コネリー（八十川真由野） - 現代のシングルマザー。
- パーリー・ソームズ: ラッセル・クロウ（土師孝也） - ピーターの育ての親で悪のボス。
- アイザック・ペン: ウィリアム・ハート（立川三貴） - ベバリーの父。
- 幼い頃のウィラ: マッケイラ・トウィッグス（潘めぐみ） - ベバリーの妹。
- 年老いたウィラ: エヴァ・マリー・セイント（沢田敏子） - 現代のウィラ。
- 判事: ウィル・スミス（大塚明夫） - ルシファー。
- アビー: リプリー・ソーボ（逢沢ゆりか） - バージニアの娘。
- 若い男: マット・ボマー - ピーターの父。
- 若い女: ルーシー・グリフィス（英語版） - ピーターの母。
- ガブリエル: フィン・ウィットロック - 人間として生きている堕天使。
- 馬: リスト - ピーターが出会った白馬。
- ロミオ・タン: ケヴィン・コリガン - 100年前のソームズの部下。
- シーザー・タン: ケヴィン・デュランド - 現代のソームズの部下。
- ハンプストン・ジョン: グラハム・グリーン - 赤ん坊のピーターを拾った老人。

## 作品の評価
Rotten Tomatoesによれば、批評家の一致した見解は「『ニューヨーク 冬物語』は原作小説の壮大な展開を維持しようとしているが、応援するに値する登場人物や筋の通ったプロットを盛り込むのには失敗している。」であり、154件の評論のうち高評価は13%にあたる20件で、平均点は10点満点中3.71点となっている。
Metacriticによれば、35件の評論のうち高評価は1件、賛否混在は17件、低評価は17件で、平均点は100点満点中31点となっている。

## 挿入曲
- 『仮面舞踏会』 - ハチャトゥリアン
- Miracle - KTタンストール
- その他の曲 - ハンス・ジマー & ルパート・グレッグソン＝ウィリアムズ

## 原作小説
- マーク・ヘルプリン『ウィンターズ・テイル』〔上下〕（早川書房、岩原明子訳）
  - ハヤカワ文庫FT 1987年1月 上 ISBN 978-4150200930、下 ISBN 978-4150200947
  - ハヤカワepi文庫 2014年3月 上 ISBN 978-4151200779、下 ISBN 978-4151200786